# Bävertjärnarna (Stensele socken, Lappland, 722012-154737)
Bävertjärnarna är en sjö i Storumans kommun i Lappland och ingår i Umeälvens huvudavrinningsområde.